# Dân số thế giới

Phép chiếu cao, trung và thấp phỏng đoán dân số thế giới trong tương lai

Trong nhân khẩu học, dân số thế giới là tổng số người hiện đang sống trên Trái Đất, và chính thức dân số thế giới cán mốc 8 tỷ người tính đến ngày 15 tháng 11 năm 2022. 
Theo dự đoán của tổ chức Liên Hiệp Quốc, dân số toàn cầu sẽ đạt 9 tỉ vào năm 2037.
Loài người thời tiền sử và lịch sử loài người mất hơn 5 triệu năm để đạt đến dân số 1 tỷ người và chỉ cần thêm 200 năm để phát triển thành 7 tỷ người.
Dân số thế giới đang trải qua sự tăng trưởng liên tục kể từ sau Nạn đói lớn 1315–1317 và sự kết thúc của Cái Chết Đen vào năm 1350, khi dân số thời điểm đó là gần 370 triệu người. Tốc độ tăng trưởng dân số toàn cầu cao nhất, với sự tăng trưởng hơn 1,8% mỗi năm, xảy ra giữa năm 1955 và 1975 – đạt đỉnh 2,1% giữa năm 1965 và 1970. Tốc độ tăng trưởng giảm còn 1,2% giữa năm 2010 và 2015 và ước tính sẽ tiếp tục giảm trong suốt thế kỷ 21. Dân số thế giới vẫn đang tiếp tục tăng, nhưng khó có thể dự đoán chắc chắn sự thay đổi về lâu dài của nó do sự biến động của tỷ lệ sinh và tử. Vụ Liên Hiệp Quốc về vấn đề Kinh tế và Xã hội ước tính dân số thế giới sẽ đạt 9–10 tỷ người đến năm 2050, và ước tính với khoảng tin cậy 80% dân số thế giới sẽ đạt 10–12 tỷ người vào cuối thế kỷ 21. Những nhà nhân khẩu học khác dự đoán dân số thế giới sẽ bắt đầu giảm trong nửa sau thế kỷ 21. Một ước tính phổ biến về dân số bền vững của Trái Đất là 8 tỷ người tính đến năm 2012. Với dân số thế giới đạt 7,8 tỷ người tính đến  năm tháng 3 năm 2020 và sự phỏng đoán tốc độ tăng trưởng dân số hiện nay, Trái Đất sẽ lâm vào quá tải dân số cho đến năm 2050 hoặc sớm hơn nữa.
Sinh suất đạt cao nhất trong những năm 1980 vào khoảng 139 triệu người, và đến năm 2011 được kỳ vọng sẽ ở mức bền vững cơ bản 135 triệu người, trong khi đó tử suất đạt 56 triệu người hàng năm và được kỳ vọng sẽ tăng thành 80 triệu người mỗi năm cho đến năm 2040. Độ tuổi trung bình của dân số thế giới được ước tính là 30,4 năm trong năm 2018.

## Dân số theo khu vực
Loài người cứ trú lâu dài quy mô lớn trên sáu trong bảy lục địa của Trái Đất. Châu Á là lục địa đông dân nhất, với hơn 4,64 tỷ người sinh sống chiếm 60% dân số thế giới. Hai quốc gia đông dân nhất thế giới, Trung Quốc và Ấn Độ, tổng cộng chiếm 36% dân số thế giới. Châu Phi là lục địa đông dân thứ hai, với khoảng 1,34 tỷ người, hay 17% dân số thế giới. 757 triệu người sinh sống tại châu Âu chiếm 10% dân số thế giới tính đến năm 2020, trong khi khu vực Mỹ Latinh và Caribe là nhà của khoảng 653 triệu người (8%). Bắc Mỹ, bao gồm chủ yếu là Hoa Kỳ và Canada, có dân số vào khoảng 368 triệu người (5%), và châu Đại Dương, khu vực có dân số thấp nhất, có khoảng 42 triệu người sinh sống (0,5%). Châu Nam Cực có một dân số nhỏ, biến động liên tục với khoảng 1200 người làm việc tại các trạm nghiên cứu.

### Dân số theo lục địa
| Lục địa        | Mật độ (người/km²) | Dân số (triệu người) | Quốc gia đông dân nhất                                 | Thành phố đông dân nhất (vùng đô thị)                          |
| -------------- | ------------------ | -------------------- | ------------------------------------------------------ | -------------------------------------------------------------- |
| Châu Á         | 104.1              | 4.641                | 1.439.323.000 – Trung Quốc                             | 37.393.000/13.929.000 – Vùng thủ đô Tōkyō/Vùng đô thị Tōkyō    |
| Châu Phi       | 44.4               | 1.340                | 0206.139.000 – Nigeria                                 | 20.900.000 – Cairo                                             |
| Châu Âu        | 73.4               | 747                  | 0145.934.000 – Nga; · xấp xỉ 110 triệu người ở châu Âu | 16.855.000/12.537.000 – Vùng đô thị Moskva/Moskva              |
| Nam Mỹ         | 24.1               | 653                  | 0212.559.000 – Brazil                                  | 22.043.000/12.176.000 – Đại đô thị São Paulo/São Paulo         |
| Bắc Mỹ         | 14.9               | 368                  | 0331.002.000 – Hoa Kỳ                                  | 23.724.000/8.323.000 – Vùng đô thị New York/Thành phố New York |
| Châu Đại Dương | 5                  | 42                   | 025.499.000 – Úc                                       | 4.925.000 – Sydney                                             |
| Châu Nam Cực   | ~0                 | 0,004                | N/A                                                    | 1.258 – Trạm McMurdo                                           |

## Nhân khẩu thế giới
| >80 77.5–80 75–77.5 72.5–75 70–72.5 | 67.5–70 65–67.5 60–65 55–60 50–55 |

Bản đồ năm 2015 thể hiện tuổi thọ trung bình theo quốc gia trong nhiều năm. Năm 2015, Tổ chức Y tế Thế giới ước tính tuổi thọ trung bình toàn cầu là khoảng 71.4 tuổi.

Đến năm 2012, tỷ lệ giới tính loài người trên toàn cầu xấp xỉ 1,01 nam với 1 nữ. Số lượng nam giới lớn hơn có thể là do sự bất cân bằng giới rõ rệt của dân số Trung Quốc và Ấn Độ. Xấp xỉ 26,3% dân số thế giới dưới 15 tuổi, trong khi 65,9% có độ tuổi 15–64 và 7,9% trên 65 tuổi. Độ tuổi trung bình toàn cầu ước tính là 29,7 tuổi năm 2014, và được kỳ vọng sẽ tăng lên 37,9 tuổi cho đến năm 2050.
Theo Tổ chức Y tế Thế giới, tuổi thọ trung bình toàn cầu là 71,4 tuổi tính đến năm 2015, với nữ giới sống trung bình 74 và nam giới xấp xỉ 69 năm. Năm 2010, tổng tỷ suất sinh toàn cầu được ước tính khoảng 2,52 trẻ mỗi người phụ nữ. Tháng 6 năm 2012, những nhà nghiên cứu của Anh tính toán tổng khối lượng của loài người sống trên Trái Đất là xấp xỉ 287 triệu tấn, với người bình thường nặng trung bình 62 kilôgam (137 lb).
CIA ước tính tổng sản lượng thế giới danh nghĩa nằm ở ngưỡng US$74,31 nghìn tỷ, với thu nhập bình quân đầu người hàng năm toàn cầu vào khoảng US$10.500. Khoảng 1,29 tỷ người (18,4% dân số thế giới) đang ở trong tình trạng nghèo cùng cực, sống bằng ít hơn US$1,25 mỗi ngày; xấp xỉ 870 triệu người (12,3%) thiếu dinh dưỡng. 83% dân số trên 15 tuổi được coi là biết chữ. Tháng 6 năm 2014, có khoảng 3,03 tỷ người dùng Internet trên toàn cầu, chiếm 42,3% dân số thế giới.
Người Hán là nhóm sắc tộc đông dân nhất trên thế giới, chiếm hơn 19% dân số toàn cầu tính đến năm 2011. Ngôn ngữ mẹ đẻ được nói nhiều nhất trên thế giới là tiếng Quan Thoại (được nói bởi 12,4% dân số thế giới), tiếng Tây Ban Nha (4,9%), tiếng Anh (4,8%), tiếng Ả-rập (3,3%) và tiếng Hindi (2,7%). Tôn giáo lớn nhất trên thế giới là Kitô giáo, số người theo tôn giáo này chiếm 31,4% dân số toàn cầu; Hồi giáo là tôn giáo lớn thứ hai, chiếm 24,1%, và Ấn Độ giáo đứng thứ ba, với 13,8%. Năm 2005, khoảng 16% dân số thế giới được báo cáo là không tôn giáo.

## Dân số lớn nhất theo quốc gia

Bản đồ dân số thế giới năm 2019

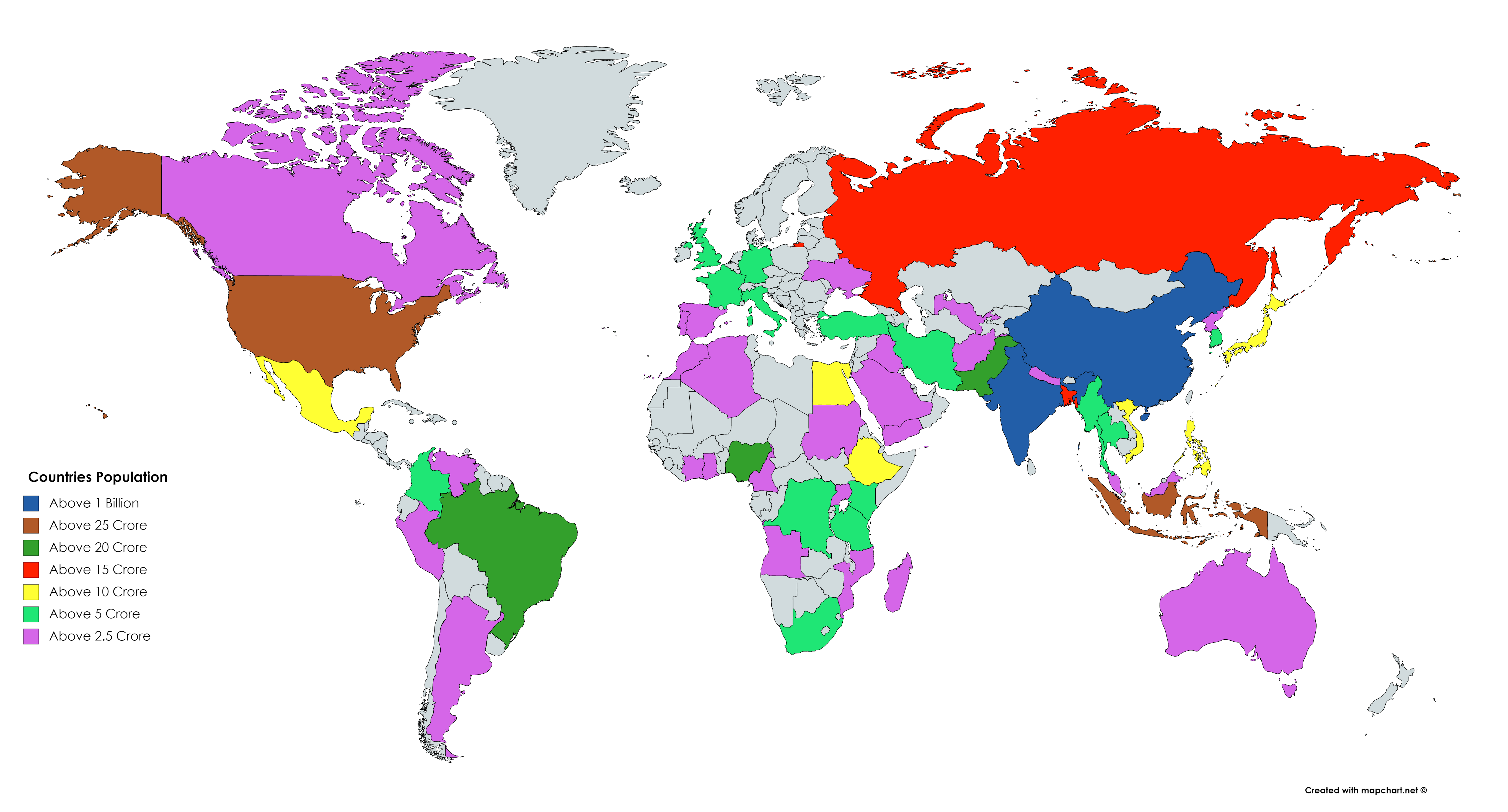
Dân số năm 2020

Biểu đồ dân số 1901 đến 2021 của 5 quốc gia có dân số hiện tại cao nhất

### Mười quốc gia có dân số lớn nhất
| Thứ hạng | Quốc gia   | Dân số        | % thế giới | Ngày            | Nguồn (chính thức hoặc UN) |
| -------- | ---------- | ------------- | ---------- | --------------- | -------------------------- |
| 1        | Trung Quốc | 1.428.442.040 | 17,4%      | 26 Th3 năm 2025 | National population clock  |
| 2        | Ấn Độ      | 1.433.768.129 | 17,5%      | 26 Th3 năm 2025 | National population clock  |
| 3        | Hoa Kỳ     | 339.637.700   | 4,15%      | 26 Th3 năm 2025 | National population clock  |
| 4        | Indonesia  | 269.603.400   | 3,29%      | 1 Th7 năm 2020  | National annual projection |
| 5        | Pakistan   | 220.892.331   | 2,70%      | 1 Th7 năm 2020  | UN Projection              |
| 6        | Brasil     | 219.363.960   | 2,68%      | 26 Th3 năm 2025 | National population clock  |
| 7        | Nigeria    | 206.139.587   | 2,52%      | 1 Th7 năm 2020  | UN Projection              |
| 8        | Bangladesh | 178.605.614   | 2,18%      | 26 Th3 năm 2025 | National population clock  |
| 9        | Nga        | 146.748.590   | 1,79%      | 1 Th1 năm 2020  | National annual estimate   |
| 10       | México     | 127.792.286   | 1,56%      | 1 Th7 năm 2020  | National annual projection |

Xấp xỉ 4,45 tỷ người sống tại mười quốc gia trên, đại diện cho khoảng 57% dân số thế giới tính đến tháng 9 năm 2020.

### Quốc gia có mật độ dân số cao nhất
Bảng dưới đây là danh sách những quốc gia có mật độ dân số cao nhất, cả giá trị tuyệt đối lẫn so với dân số của họ.

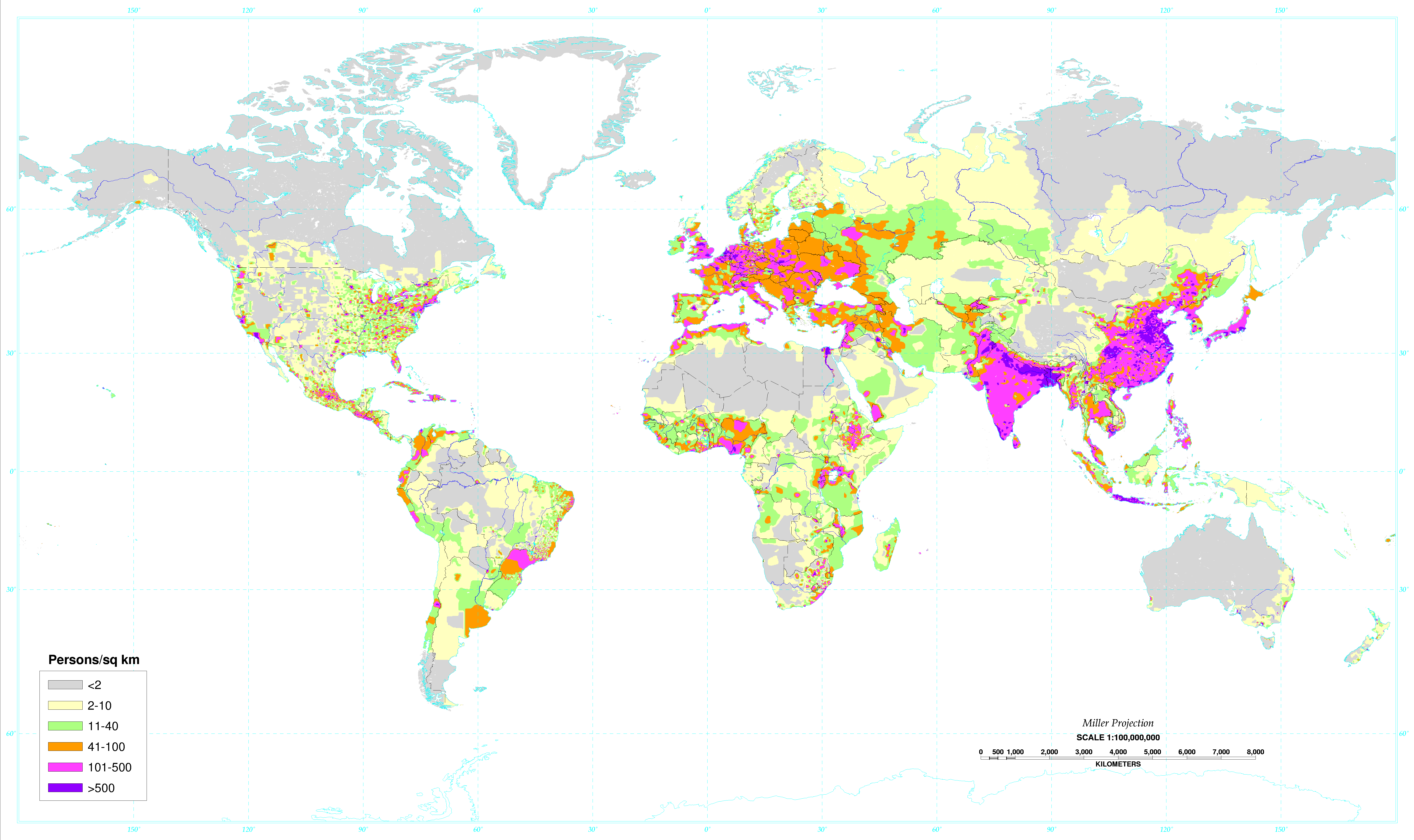
Bản đồ mật độ dân số (người trên km²) thế giới năm 1994. Khu vực màu tim và hồng thể hiện vùng có mật độ dân số cao nhất.

| Thứ hạng | Quốc gia   | Dân số        | Diện tích (km²) | Mật độ (người/km²) |
| -------- | ---------- | ------------- | --------------- | ------------------ |
| 1        | Singapore  | 5.929.757     | 710             | 8.352              |
| 2        | Bangladesh | 178.610.000   | 143.998         | 1.240              |
| 3        | Lebanon    | 6.856.000     | 10.452          | 656                |
| 4        | Đài Loan   | 23.604.000    | 36.193          | 652                |
| 5        | Hàn Quốc   | 51.781.000    | 99.538          | 520                |
| 6        | Rwanda     | 12.374.000    | 26.338          | 470                |
| 7        | Haiti      | 11.578.000    | 27.065          | 428                |
| 8        | Hà Lan     | 18.090.000    | 41.526          | 436                |
| 9        | Israel     | 10.010.000    | 22.072          | 453                |
| 10       | Ấn Độ      | 1.433.770.000 | 3.287.240       | 436                |

| Thứ hạng | Quốc gia       | Dân số        | Diện tích (km²) | Mật độ dân số (người/km²) | Xu hướng phát triển dân số |
| -------- | -------------- | ------------- | --------------- | ------------------------- | -------------------------- |
| 1        | Ấn Độ          | 1.433.770.000 | 3.287.240       | 436                       | Đang tăng                  |
| 2        | Pakistan       | 239.160.000   | 803.940         | 297                       | Đang tăng nhanh            |
| 3        | Bangladesh     | 178.610.000   | 143.998         | 1.240                     | Đang tăng nhanh            |
| 4        | Nhật Bản       | 126.010.000   | 377.873         | 333                       | Đang giảm                  |
| 5        | Philippines    | 116.460.000   | 300.000         | 388                       | Đang tăng                  |
| 6        | Vietnam        | 96.209.000    | 331.689         | 290                       | Đang tăng                  |
| 7        | Vương quốc Anh | 66.436.000    | 243.610         | 273                       | Đang tăng                  |
| 8        | Hàn Quốc       | 51.781.000    | 99.538          | 520                       | Ổn định                    |
| 9        | Đài Loan       | 23.604.000    | 36.193          | 652                       | Ổn định                    |
| 10       | Sri Lanka      | 21.803.000    | 65.610          | 332                       | Đang tăng                  |

## Dân số thế giới năm 2023
| STT | Quốc gia / Lãnh thổ                         | Dân số        | Thời điểm thống kê | % so với dân số thế giới | Nguồn ước tính |
| --- | ------------------------------------------- | ------------- | ------------------ | ------------------------ | --- |
| -   | Thế giới                                    | 7.834.412.631 | Tháng 12, 2020     | 100%                     | CIA World Factbook ước tính Lưu trữ ngày 27 tháng 9 năm 2011 tại Wayback Machine                                                      |
| 001 | Ấn Độ                                       | 1.425.748.032 | Tháng 4, 2023      | 18,2%                    | CIA World Factbook ước tính Lưu trữ ngày 27 tháng 9 năm 2011 tại Wayback Machine                                                      |
| 002 | Trung Quốc                                  | 1.425.741.032 | Tháng 4, 2023      | 18,198%                  | CIA World Factbook ước tính Lưu trữ ngày 27 tháng 9 năm 2011 tại Wayback Machine                                                      |
| 003 | Hoa Kỳ                                      | 333.885.870   | Tháng 1, 2022      | 4,24%                    | CIA World Factbook ước tính Lưu trữ ngày 27 tháng 9 năm 2011 tại Wayback Machine                                                      |
| 004 | Indonesia                                   | 277.784.488   | Tháng 1, 2022      | 3,51%                    | CIA World Factbook ước tính Lưu trữ ngày 27 tháng 9 năm 2011 tại Wayback Machine                                                      |
| 005 | Pakistan                                    | 227.401.994   | Tháng 1, 2022      | 2,85%                    | CIA World Factbook ước tính Lưu trữ ngày 27 tháng 9 năm 2011 tại Wayback Machine                                                      |
| 006 | Brasil                                      | 214.691.412   | Tháng 1, 2022      | 2,72%                    | CIA World Factbook ước tính Lưu trữ ngày 27 tháng 9 năm 2011 tại Wayback Machine                                                      |
| 007 | Nigeria                                     | 208.822.767   | Tháng 12, 2020     | 2,67%                    | CIA World Factbook ước tính Lưu trữ ngày 27 tháng 9 năm 2011 tại Wayback Machine                                                      |
| 008 | Bangladesh                                  | 165.483.192   | Tháng 12, 2020     | 2,11%                    | CIA World Factbook ước tính Lưu trữ ngày 27 tháng 9 năm 2011 tại Wayback Machine                                                      |
| 009 | Nga                                         | 145.881.253   | Tháng 12, 2020     | 1,86%                    | CIA World Factbook ước tính Lưu trữ ngày 27 tháng 9 năm 2011 tại Wayback Machine Lưu trữ ngày 27 tháng 9 năm 2011 tại Wayback Machine |
| 010 | México                                      | 129.585.276   | Tháng 12, 2020     | 1,65%                    | CIA World Factbook ước tính Lưu trữ ngày 27 tháng 9 năm 2011 tại Wayback Machine                                                      |
| 011 | Nhật Bản                                    | 126.242.694   | Tháng 12, 2020     | 1,61%                    | CIA World Factbook ước tính Lưu trữ ngày 27 tháng 9 năm 2011 tại Wayback Machine                                                      |
| 012 | Ethiopia                                    | 116.436.311   | Tháng 12, 2020     | 1,49%                    | CIA World Factbook ước tính Lưu trữ ngày 27 tháng 9 năm 2011 tại Wayback Machine                                                      |
| 013 | Philippines                                 | 111.797.756   | Tháng 1, 2022      | 1,41%                    | CIA World Factbook ước tính Lưu trữ ngày 27 tháng 9 năm 2011 tại Wayback Machine                                                      |
| 014 | Ai Cập                                      | 105.233.430   | Tháng 1, 2022      | 1,32%                    | CIA World Factbook ước tính Lưu trữ ngày 27 tháng 9 năm 2011 tại Wayback Machine                                                      |
| 015 | Việt Nam                                    | 99.552.301    | Tháng 4, 2023      | 1,27%                    | CIA World Factbook ước tính Lưu trữ ngày 27 tháng 9 năm 2011 tại Wayback Machine                                                      |
| 016 | CHDC Congo                                  | 90.998.144    | Tháng 12, 2020     | 1,16%                    | CIA World Factbook ước tính Lưu trữ ngày 27 tháng 9 năm 2011 tại Wayback Machine                                                      |
| 017 | Thổ Nhĩ Kỳ                                  | 84.600.158    | Tháng 12, 2020     | 1,08%                    | CIA World Factbook ước tính Lưu trữ ngày 27 tháng 9 năm 2011 tại Wayback Machine                                                      |
| 018 | Iran                                        | 84.491.635    | Tháng 12, 2020     | 1,07%                    | CIA World Factbook ước tính Lưu trữ ngày 27 tháng 9 năm 2011 tại Wayback Machine                                                      |
| 019 | Đức                                         | 82.655.329    | Tháng 12, 2020     | 1,07%                    | CIA World Factbook ước tính Lưu trữ ngày 27 tháng 9 năm 2011 tại Wayback Machine                                                      |
| 020 | Thái Lan                                    | 69.863.858    | Tháng 12, 2020     | 0,89%                    | CIA World Factbook ước tính Lưu trữ ngày 27 tháng 9 năm 2011 tại Wayback Machine                                                      |
| 021 | Vương quốc Liên hiệp Anh và Bắc Ireland     | 68.047.285    | Tháng 12, 2020     | 0,87%                    | CIA World Factbook ước tính Lưu trữ ngày 27 tháng 9 năm 2011 tại Wayback Machine                                                      |
| 022 | Phápn3                                      | 65.352.929    | Tháng 12, 2020     | 0,83%                    | CIA World Factbook ước tính Lưu trữ ngày 27 tháng 9 năm 2011 tại Wayback Machine                                                      |
| 023 | Tanzania                                    | 60.620.436    | Tháng 12, 2020     | 0,77%                    | CIA World Factbook ước tính Lưu trữ ngày 27 tháng 9 năm 2011 tại Wayback Machine                                                      |
| 024 | Ý                                           | 60.409.184    | Tháng 12, 2020     | 0,77%                    | CIA World Factbook ước tính Lưu trữ ngày 27 tháng 9 năm 2011 tại Wayback Machine                                                      |
| 025 | Nam Phi                                     | 59.676.951    | Tháng 12, 2020     | 0,76%                    | CIA World Factbook ước tính Lưu trữ ngày 27 tháng 9 năm 2011 tại Wayback Machine                                                      |
| 026 | Myanmar                                     | 54.621.551    | Tháng 12, 2020     | 0,70%                    | CIA World Factbook ước tính Lưu trữ ngày 27 tháng 9 năm 2011 tại Wayback Machine                                                      |
| 027 | Kenya                                       | 54.388.177    | Tháng 12, 2020     | 0,69%                    | CIA World Factbook ước tính Lưu trữ ngày 27 tháng 9 năm 2011 tại Wayback Machine                                                      |
| 028 | Hàn Quốc                                    | 51.281.285    | Tháng 12, 2020     | 0,65%                    | CIA World Factbook ước tính Lưu trữ ngày 27 tháng 9 năm 2011 tại Wayback Machine                                                      |
| 029 | Colombia                                    | 51.075.272    | Tháng 12, 2020     | 0,65%                    | CIA World Factbook ước tính Lưu trữ ngày 27 tháng 9 năm 2011 tại Wayback Machine                                                      |
| 030 | Tây Ban Nha                                 | 46.749.975    | Tháng 12, 2020     | 0,60%                    | CIA World Factbook ước tính Lưu trữ ngày 27 tháng 9 năm 2011 tại Wayback Machine                                                      |
| 031 | Uganda                                      | 46.435.491    | Tháng 12, 2020     | 0,59%                    | CIA World Factbook ước tính Lưu trữ ngày 27 tháng 9 năm 2011 tại Wayback Machine                                                      |
| 032 | Argentina                                   | 45.398.760    | Tháng 12, 2020     | 0,58%                    | CIA World Factbook ước tính Lưu trữ ngày 27 tháng 9 năm 2011 tại Wayback Machine                                                      |
| 033 | Algérie                                     | 44.235.569    | Tháng 12, 2020     | 0,56%                    | CIA World Factbook ước tính Lưu trữ ngày 27 tháng 9 năm 2011 tại Wayback Machine                                                      |
| 034 | Ukraina                                     | 43.595.656    | Tháng 12, 2020     | 0,56%                    | CIA World Factbook ước tính Lưu trữ ngày 27 tháng 9 năm 2011 tại Wayback Machine                                                      |
| 035 | Sudan                                       | 44.392.295    | Tháng 12, 2020     | 0,57%                    | CIA World Factbook ước tính Lưu trữ ngày 27 tháng 9 năm 2011 tại Wayback Machine                                                      |
| 036 | Iraq                                        | 40.716.995    | Tháng 12, 2020     | 0,52%                    | CIA World Factbook ước tính Lưu trữ ngày 27 tháng 9 năm 2011 tại Wayback Machine                                                      |
| 037 | Afghanistan                                 | 39.387.755    | Tháng 12, 2020     | 0,50%                    | CIA World Factbook ước tính Lưu trữ ngày 27 tháng 9 năm 2011 tại Wayback Machine                                                      |
| 039 | Canada                                      | 37.902.912    | Tháng 12, 2020     | 0,48%                    | CIA World Factbook ước tính Lưu trữ ngày 27 tháng 9 năm 2011 tại Wayback Machine                                                      |
| 039 | Ba Lan                                      | 37.821.691    | Tháng 12, 2020     | 0,48%                    | CIA World Factbook ước tính Lưu trữ ngày 27 tháng 9 năm 2011 tại Wayback Machine                                                      |
| 040 | Maroc                                       | 37.128.678    | Tháng 12, 2020     | 0,47%                    | CIA World Factbook ước tính Lưu trữ ngày 27 tháng 9 năm 2011 tại Wayback Machine                                                      |
| 041 | Ả Rập Saudi                                 | 35.066.753    | Tháng 12, 2020     | 0,45%                    | CIA World Factbook ước tính Lưu trữ ngày 27 tháng 9 năm 2011 tại Wayback Machine                                                      |
| 042 | Uzbekistan                                  | 33.693.129    | Tháng 12, 2020     | 0,43%                    | CIA World Factbook ước tính Lưu trữ ngày 27 tháng 9 năm 2011 tại Wayback Machine                                                      |
| 043 | Angola                                      | 33.402.355    | Tháng 12, 2020     | 0,43%                    | CIA World Factbook ước tính Lưu trữ ngày 27 tháng 9 năm 2011 tại Wayback Machine                                                      |
| 044 | Peru                                        | 33.166.553    | Tháng 12, 2020     | 0,42%                    | CIA World Factbook ước tính Lưu trữ ngày 27 tháng 9 năm 2011 tại Wayback Machine                                                      |
| 045 | Malaysia                                    | 32.569.234    | Tháng 12, 2020     | 0,42%                    | CIA World Factbook ước tính Lưu trữ ngày 27 tháng 9 năm 2011 tại Wayback Machine                                                      |
| 046 | Mozambique                                  | 31.711.342    | Tháng 12, 2020     | 0,40%                    | CIA World Factbook ước tính Lưu trữ ngày 27 tháng 9 năm 2011 tại Wayback Machine                                                      |
| 047 | Ghana                                       | 31.404.055    | Tháng 12, 2020     | 0,40%                    | CIA World Factbook ước tính Lưu trữ ngày 27 tháng 9 năm 2011 tại Wayback Machine                                                      |
| 048 | Yemen                                       | 30.159.124    | Tháng 12, 2020     | 0,38%                    | CIA World Factbook ước tính Lưu trữ ngày 27 tháng 9 năm 2011 tại Wayback Machine                                                      |
| 049 | Nepal                                       | 29.407.044    | Tháng 12, 2020     | 0,38%                    | CIA World Factbook ước tính Lưu trữ ngày 27 tháng 9 năm 2011 tại Wayback Machine                                                      |
| 050 | Venezuela                                   | 28.571.086    | Tháng 12, 2020     | 0,36%                    | CIA World Factbook ước tính Lưu trữ ngày 27 tháng 9 năm 2011 tại Wayback Machine                                                      |
| 051 | Madagascar                                  | 28.067.667    | Tháng 12, 2020     | 0,36%                    | CIA World Factbook ước tính Lưu trữ ngày 27 tháng 9 năm 2011 tại Wayback Machine                                                      |
| 052 | Cameroon                                    | 26.886.603    | Tháng 12, 2020     | 0,34%                    | CIA World Factbook ước tính Lưu trữ ngày 27 tháng 9 năm 2011 tại Wayback Machine                                                      |
| 053 | Bờ Biển Ngà                                 | 26.717.510    | Tháng 12, 2020     | 0,33%                    | CIA World Factbook ước tính Lưu trữ ngày 27 tháng 9 năm 2011 tại Wayback Machine                                                      |
| 054 | CHDCND Triều Tiên                           | 25.830.840    | Tháng 12, 2020     | 0,33%                    | CIA World Factbook ước tính Lưu trữ ngày 27 tháng 9 năm 2011 tại Wayback Machine                                                      |
| 055 | Úcn5                                        | 25.640.654    | Tháng 12, 2020     | 0,33%                    | CIA World Factbook ước tính Lưu trữ ngày 27 tháng 9 năm 2011 tại Wayback Machine                                                      |
| 056 | Niger                                       | 24.684.708    | Tháng 12, 2020     | 0,32%                    | CIA World Factbook ước tính Lưu trữ ngày 27 tháng 9 năm 2011 tại Wayback Machine                                                      |
| 057 | Đài Loann4                                  | 23.835.976    | Tháng 12, 2020     | 0,30%                    | CIA World Factbook ước tính Lưu trữ ngày 27 tháng 9 năm 2011 tại Wayback Machine                                                      |
| 058 | Sri Lanka                                   | 21.455.463    | Tháng 12, 2020     | 0,27%                    | CIA World Factbook ước tính Lưu trữ ngày 27 tháng 9 năm 2011 tại Wayback Machine                                                      |
| 059 | Burkina Faso                                | 21.201.535    | Tháng 12, 2020     | 0,27%                    | CIA World Factbook ước tính Lưu trữ ngày 27 tháng 9 năm 2011 tại Wayback Machine                                                      |
| 060 | Mali                                        | 20.554.678    | Tháng 12, 2020     | 0,26%                    | CIA World Factbook ước tính Lưu trữ ngày 27 tháng 9 năm 2011 tại Wayback Machine                                                      |
| 061 | Malawi                                      | 19.390.015    | Tháng 12, 2020     | 0,25%                    | CIA World Factbook ước tính Lưu trữ ngày 27 tháng 9 năm 2011 tại Wayback Machine                                                      |
| 062 | România                                     | 19.189.273    | Tháng 12, 2020     | 0,24%                    | CIA World Factbook ước tính Lưu trữ ngày 27 tháng 9 năm 2011 tại Wayback Machine                                                      |
| 063 | Chile                                       | 19.164.514    | Tháng 12, 2020     | 0,24%                    | CIA World Factbook ước tính Lưu trữ ngày 27 tháng 9 năm 2011 tại Wayback Machine                                                      |
| 064 | Kazakhstan                                  | 18.886.309    | Tháng 12, 2020     | 0,24%                    | CIA World Factbook ước tính Lưu trữ ngày 27 tháng 9 năm 2011 tại Wayback Machine                                                      |
| 065 | Zambia                                      | 18.653.559    | Tháng 12, 2020     | 0,24%                    | CIA World Factbook ước tính Lưu trữ ngày 27 tháng 9 năm 2011 tại Wayback Machine                                                      |
| 066 | Guatemala                                   | 18.083.509    | Tháng 12, 2020     | 0,23%                    | CIA World Factbook ước tính Lưu trữ ngày 27 tháng 9 năm 2011 tại Wayback Machine                                                      |
| 067 | Syria                                       | 18.047.151    | Tháng 12, 2020     | 0,23%                    | CIA World Factbook ước tính Lưu trữ ngày 27 tháng 9 năm 2011 tại Wayback Machine                                                      |
| 068 | Ecuador                                     | 17.766.350    | Tháng 12, 2020     | 0,23%                    | CIA World Factbook ước tính Lưu trữ ngày 27 tháng 9 năm 2011 tại Wayback Machine                                                      |
| 069 | Hà Lan                                      | 17.154.116    | Tháng 12, 2020     | 0,22%                    | CIA World Factbook ước tính Lưu trữ ngày 27 tháng 9 năm 2011 tại Wayback Machine                                                      |
| 070 | Sénégal                                     | 16.971.170    | Tháng 12, 2020     | 0,22%                    | 2008 UN estimate for year 2020 Lưu trữ ngày 7 tháng 1 năm 2010 tại Wayback Machine                                                    |
| 071 | Campuchia                                   | 16.830.547    | Tháng 12, 2020     | 0,21%                    | CIA World Factbook ước tính Lưu trữ ngày 27 tháng 9 năm 2011 tại Wayback Machine                                                      |
| 072 | Tchad                                       | 16.671.534    | Tháng 12, 2020     | 0,21%                    | 2008 UN estimate for year 2020 Lưu trữ ngày 7 tháng 1 năm 2010 tại Wayback Machine                                                    |
| 073 | Somalian7                                   | 16.127.444    | Tháng 12, 2020     | 0,21%                    | 2008 UN estimate for year 2020 Lưu trữ ngày 7 tháng 1 năm 2010 tại Wayback Machine                                                    |
| 074 | Zimbabwe                                    | 14.978.006    | Tháng 12, 2020     | 0,19%                    | 2008 UN estimate for year 2020 Lưu trữ ngày 7 tháng 1 năm 2010 tại Wayback Machine                                                    |
| 075 | Guinée                                      | 13.315.854    | Tháng 12, 2020     | 0,17%                    | 2008 UN estimate for year 2020 Lưu trữ ngày 7 tháng 1 năm 2010 tại Wayback Machine                                                    |
| 076 | Rwanda                                      | 13.115.115    | Tháng 12, 2020     | 0,17%                    | Official estimate Lưu trữ ngày 31 tháng 12 năm 2015 tại Wayback Machine                                                               |
| 077 | Bénin                                       | 12.287.858    | Tháng 12, 2020     | 0,16%                    | Official estimate |
| 078 | Burundi                                     | 12.076.109    | Tháng 12, 2020     | 0,15%                    | 2008 UN estimate for year 2020 Lưu trữ ngày 7 tháng 1 năm 2010 tại Wayback Machine                                                    |
| 079 | Tunisia                                     | 11.877.464    | Tháng 12, 2020     | 0,15%                    | National Statistics Institute of Tunisia Lưu trữ ngày 4 tháng 9 năm 2015 tại Wayback Machine                                          |
| 080 | Bolivia                                     | 11.753.362    | Tháng 12, 2020     | 0,15%                    | Official estimate Lưu trữ ngày 25 tháng 1 năm 2012 tại Wayback Machine                                                                |
| 081 | Bỉ                                          | 11.607.668    | Tháng 12, 2020     | 0,15%                    | Eurostat estimate |
| 082 | Haiti                                       | 11.472.435    | Tháng 12, 2020     | 0,15%                    | Official estimate Lưu trữ ngày 21 tháng 7 năm 2011 tại Wayback Machine                                                                |
| 083 | Cuba                                        | 11.320.667    | Tháng 12, 2020     | 0,14%                    | Official estimate Lưu trữ ngày 16 tháng 7 năm 2010 tại Wayback Machine                                                                |
| 084 | Nam Sudann16                                | 11.287.990    | Tháng 12, 2020     | 0,14%                    | CIA World Factbook ước tính Lưu trữ ngày 27 tháng 9 năm 2011 tại Wayback Machine                                                      |
| 085 | Cộng hòa Dominica                           | 10.901.057    | Tháng 12, 2020     | 0,14%                    | Preliminary census result Lưu trữ ngày 28 tháng 7 năm 2013 tại Wayback Machine                                                        |
| 086 | Cộng hòa Séc                                | 10.716.802    | Tháng 12, 2020     | 0,14%                    | Official estimate Lưu trữ ngày 31 tháng 3 năm 2014 tại Wayback Machine                                                                |
| 087 | Hy Lạp                                      | 10.395.884    | Tháng 12, 2020     | 0,13%                    | Eurostat estimate |
| 088 | Jordan                                      | 10.236.225    | Tháng 12, 2020     | 0,13%                    | 2008 UN estimate for year 2020 Lưu trữ ngày 7 tháng 1 năm 2010 tại Wayback Machine                                                    |
| 089 | Bồ Đào Nha                                  | 10.182.984    | Tháng 12, 2020     | 0,13%                    | Eurostat estimate |
| 090 | Azerbaijan                                  | 10.177.608    | Tháng 12, 2020     | 0,13%                    | State Statistical Committee of Azerbaijan Lưu trữ ngày 5 tháng 10 năm 2010 tại Wayback Machine                                        |
| 091 | Thụy Điển                                   | 10.128.758    | Tháng 12, 2020     | 0,13%                    | Statistics Sweden |
| 092 | Honduras                                    | 9.984.176     | Tháng 12, 2020     | 0,13%                    | National Statistical Committee |
| 093 | UAE                                         | 9.935.904     | Tháng 12, 2020     | 0,13%                    | Official estimate |
| 094 | Tajikistan                                  | 9.644.100     | Tháng 12, 2020     | 0,12%                    | 2008 UN estimate for year 2020 Lưu trữ ngày 7 tháng 1 năm 2010 tại Wayback Machine                                                    |
| 095 | Hungary                                     | 9.646.340     | Tháng 12, 2020     | 0,12%                    | Official estimate Lưu trữ ngày 8 tháng 10 năm 2013 tại Wayback Machine                                                                |
| 096 | Belarus                                     | 9.444.273     | Tháng 12, 2020     | 0,12%                    | Official estimate Lưu trữ ngày 17 tháng 10 năm 2010 tại Wayback Machine                                                               |
| 097 | Papua New Guinea                            | 9.033.426     | Tháng 12, 2020     | 0,12%                    | 2008 UN estimate for year 2020 Lưu trữ ngày 7 tháng 1 năm 2010 tại Wayback Machine                                                    |
| 098 | Áo                                          | 9.024.817     | Tháng 12, 2020     | 0,12%                    | Official estimate |
| 099 | Israeln8                                    | 8.722.373     | Tháng 12, 2020     | 0,11%                    | Israeli Central Bureau of Statistics                                                                                                  |
| 100 | Thụy Sĩ                                     | 8.683.813     | Tháng 12, 2020     | 0,11%                    | Official Switzerland Statistics estimate                                                                                              |
| 101 | Togo                                        | 8.378.955     | Tháng 12, 2020     | 0,11%                    | 2008 UN estimate for year 2020 Lưu trữ ngày 7 tháng 1 năm 2010 tại Wayback Machine                                                    |
| 102 | Sierra Leone                                | 8.059.546     | Tháng 12, 2020     | 0,10%                    | 2008 UN estimate for year 2020 Lưu trữ ngày 7 tháng 1 năm 2010 tại Wayback Machine                                                    |
| 103 | Hồng Kông                                   | 7.522.837     | Tháng 12, 2020     | 0,10%                    | Hong Kong Census and Statistics DepartmentLưu trữ ngày 9 tháng 6 năm 2007 tại Wayback Machine                                         |
| 104 | Lào                                         | 7.326.680     | Tháng 12, 2020     | 0,09%                    | Official estimate Lưu trữ ngày 17 tháng 5 năm 2012 tại Wayback Machine                                                                |
| 105 | Paraguay                                    | 7.176.293     | Tháng 12, 2020     | 0,09%                    | 2008 UN estimate for year 2020 Lưu trữ ngày 7 tháng 1 năm 2010 tại Wayback Machine                                                    |
| 106 | Bulgaria                                    | 6.922.435     | Tháng 12, 2020     | 0,09%                    | Official estimate Lưu trữ ngày 1 tháng 5 năm 2006 tại Wayback Machine                                                                 |
| 107 | Libya                                       | 6.915.114     | Tháng 12, 2020     | 0,09%                    | 2008 UN estimate for year 2020 Lưu trữ ngày 7 tháng 1 năm 2010 tại Wayback Machine                                                    |
| 108 | Liban                                       | 6.783.165     | Tháng 12, 2020     | 0,09%                    | 2008 UN estimate for year 2020 Lưu trữ ngày 7 tháng 1 năm 2010 tại Wayback Machine                                                    |
| 109 | Nicaragua                                   | 6.663.651     | Tháng 12, 2020     | 0,09%                    | 2008 UN estimate for year 2020 Lưu trữ ngày 7 tháng 1 năm 2010 tại Wayback Machine                                                    |
| 110 | Kyrgyzstan                                  | 6.576.497     | Tháng 12, 2020     | 0,08%                    | 2008 UN estimate for year 2020 Lưu trữ ngày 7 tháng 1 năm 2010 tại Wayback Machine                                                    |
| 111 | El Salvador                                 | 6.502.427     | Tháng 12, 2020     | 0,08%                    | 2008 UN estimate for year 2020 Lưu trữ ngày 7 tháng 1 năm 2010 tại Wayback Machine                                                    |
| 112 | Serbian6                                    | 6.301.868     | Tháng 12, 2020     | 0,08%                    | Official estimate Lưu trữ ngày 25 tháng 12 năm 2015 tại Wayback Machine                                                               |
| 113 | Turkmenistan                                | 6.074.751     | Tháng 12, 2020     | 0,08%                    | 2008 UN estimate for year 2020 Lưu trữ ngày 7 tháng 1 năm 2010 tại Wayback Machine                                                    |
| 114 | Singapore                                   | 5.873.845     | Tháng 12, 2020     | 0,07%                    | Statistics Singapore Lưu trữ ngày 21 tháng 2 năm 2009 tại Wayback Machine                                                             |
| 115 | Đan Mạch                                    | 5.802.799     | Tháng 12, 2020     | 0,07%                    | Statistics Denmark |
| 116 | Cộng hòa Congo                              | 5.587.870     | Tháng 12, 2020     | 0,07%                    | 2008 UN estimate for year 2020 Lưu trữ ngày 7 tháng 1 năm 2010 tại Wayback Machine                                                    |
| 117 | Phần Lann9                                  | 5.544.032     | Tháng 12, 2020     | 0,07%                    | Official Finnish Population clock Lưu trữ ngày 15 tháng 4 năm 2009 tại Wayback Machine                                                |
| 118 | Slovakia                                    | 5.460.187     | Tháng 12, 2020     | 0,07%                    | Statistics Slovakia Lưu trữ ngày 25 tháng 7 năm 2015 tại Wayback Machine                                                              |
| 119 | Na Uyn10                                    | 5.444.198     | Tháng 12, 2020     | 0,07%                    | Official Norwegian Population clock                                                                                                   |
| 120 | Oman                                        | 5.165.255     | Tháng 12, 2020     | 0,07%                    | Preliminary census results Lưu trữ ngày 4 tháng 3 năm 2011 tại Wayback Machine                                                        |
| 121 | Palestine                                   | 5.162.803     | Tháng 12, 2020     | 0,07%                    | Palestinian Central Bureau of Statistics Lưu trữ ngày 13 tháng 11 năm 2010 tại Wayback Machine                                        |
| 122 | Liberia                                     | 5.120.399     | Tháng 12, 2020     | 0,07%                    | 2008 UN estimate for year 2020 Lưu trữ ngày 7 tháng 1 năm 2010 tại Wayback Machine                                                    |
| 123 | Costa Rica                                  | 5.116.688     | Tháng 12, 2020     | 0,07%                    | Official estimate Lưu trữ ngày 20 tháng 11 năm 2015 tại Wayback Machine                                                               |
| 124 | Ireland                                     | 4.956.495     | Tháng 12, 2020     | 0,06%                    | Irish Central Statistics Office estimate 2020                                                                                         |
| 125 | Cộng hòa Trung Phi                          | 4.875.080     | Tháng 12, 2020     | 0,06%                    | 2008 UN estimate for year 2020 Lưu trữ ngày 7 tháng 1 năm 2010 tại Wayback Machine                                                    |
| 126 | New Zealand                                 | 4.841.086     | Tháng 12, 2020     | 0,06%                    | Official New Zealand Population clock                                                                                                 |
| 127 | Mauritanie                                  | 4.712.675     | Tháng 12, 2020     | 0,06%                    | 2008 UN estimate for year 2020 Lưu trữ ngày 7 tháng 1 năm 2010 tại Wayback Machine                                                    |
| 128 | Panama                                      | 4.347.599     | Tháng 12, 2020     | 0,06%                    | Final 2020 census results Lưu trữ ngày 7 tháng 3 năm 2011 tại Wayback Machine                                                         |
| 129 | Kuwait                                      | 4.299.685     | Tháng 12, 2020     | 0,05%                    | 2008 UN estimate for year 2020 Lưu trữ ngày 7 tháng 1 năm 2010 tại Wayback Machine                                                    |
| 130 | Croatia                                     | 4.094.043     | Tháng 12, 2020     | 0,05%                    | Eurostat estimate |
| 131 | Moldovan12                                  | 4.028.972     | Tháng 12, 2020     | 0,05%                    | National Bureau of Statistics of Moldova                                                                                              |
| 132 | Gruzian11                                   | 3.984.453     | Tháng 12, 2020     | 0,05%                    | National Statistics Office of Georgia                                                                                                 |
| 133 | Eritrea                                     | 3.574.071     | Tháng 12, 2020     | 0,05%                    | 2008 UN estimate for year 2020 Lưu trữ ngày 7 tháng 1 năm 2010 tại Wayback Machine                                                    |
| 134 | Uruguay                                     | 3.479.467     | Tháng 12, 2020     | 0,04%                    | Official estimate Lưu trữ ngày 5 tháng 12 năm 2011 tại Wayback Machine                                                                |
| 135 | Mông Cổ                                     | 3.303.899     | Tháng 12, 2020     | 0,04%                    | Official Mongolian population clock Lưu trữ ngày 9 tháng 11 năm 2010 tại Wayback Machine                                              |
| 136 | Bosna và Hercegovina                        | 3.272.098     | Tháng 12, 2020     | 0,04%                    | Official estimate Lưu trữ ngày 13 tháng 11 năm 2010 tại Wayback Machine                                                               |
| 137 | Jamaica                                     | 2.967.340     | Tháng 12, 2020     | 0,04%                    | 2008 UN estimate for year 2020 Lưu trữ ngày 7 tháng 1 năm 2010 tại Wayback Machine                                                    |
| 138 | Armenia                                     | 2.965.170     | Tháng 12, 2020     | 0,04%                    | Quarterly official estimate |
| 139 | Qatar                                       | 2.905.901     | Tháng 12, 2020     | 0,04%                    | Preliminary 2020 Census Results |
| 140 | Albania                                     | 2.857.356     | Tháng 12, 2020     | 0,04%                    | Institute of Statistics INSTAT Albania Lưu trữ ngày 15 tháng 5 năm 2011 tại Wayback Machine                                           |
| 141 | Puerto Rico                                 | 2.844.466     | Tháng 12, 2020     | 0,04%                    | 2020 census Lưu trữ ngày 24 tháng 1 năm 2011 tại Wayback Machine                                                                      |
| 142 | Litva                                       | 2.706.004     | Tháng 12, 2020     | 0,03%                    | Monthly official estimate Lưu trữ ngày 7 tháng 1 năm 2020 tại Wayback Machine                                                         |
| 143 | Namibia                                     | 2.564.238     | Tháng 12, 2020     | 0,03%                    | 2008 UN estimate for year 2020 Lưu trữ ngày 7 tháng 1 năm 2010 tại Wayback Machine                                                    |
| 144 | Gambia                                      | 2.452.574     | Tháng 12, 2020     | 0,03%                    | 2008 UN estimate for year 2020 Lưu trữ ngày 7 tháng 1 năm 2010 tại Wayback Machine                                                    |
| 145 | Botswana                                    | 2.374.536     | Tháng 12, 2020     | 0,03%                    | Official estimate Lưu trữ ngày 13 tháng 11 năm 2009 tại Wayback Machine                                                               |
| 146 | Gabon                                       | 2.252.190     | Tháng 12, 2020     | 0,03%                    | 2008 UN estimate for year 2020 Lưu trữ ngày 7 tháng 1 năm 2010 tại Wayback Machine                                                    |
| 147 | Lesotho                                     | 2.150.585     | Tháng 12, 2020     | 0,03%                    | 2008 UN estimate for year 2020 Lưu trữ ngày 7 tháng 1 năm 2010 tại Wayback Machine                                                    |
| 148 | Bắc Macedonia                               | 2.083.019     | Tháng 12, 2020     | 0,03%                    | Eurostat estimate |
| 149 | Slovenia                                    | 2.078.592     | Tháng 12, 2020     | 0,03%                    | Official Slovenian population clock Lưu trữ ngày 18 tháng 6 năm 2009 tại Wayback Machine                                              |
| 150 | Guiné-Bissau                                | 1.991.854     | Tháng 12, 2020     | 0,03%                    | 2008 UN estimate for year 2020 Lưu trữ ngày 7 tháng 1 năm 2010 tại Wayback Machine                                                    |
| 151 | Latvia                                      | 1.877.096     | Tháng 12, 2020     | 0,02%                    | Official Statistics of Latvia Lưu trữ ngày 28 tháng 6 năm 2013 tại Wayback Machine                                                    |
| 152 | Kosovo                                      | 1.873.160     | Tháng 12, 2020     | 0,02%                    | Official estimate Lưu trữ ngày 25 tháng 12 năm 2015 tại Wayback Machine                                                               |
| 153 | Bahrain                                     | 1.719.519     | Tháng 12, 2020     | 0,02%                    | UN estimate for 2020 |
| 154 | Guinea Xích Đạo                             | 1.426.546     | Tháng 12, 2020     | 0,02%                    | UN estimate for 2020 |
| 155 | Trinidad và Tobago                          | 1.401.442     | Tháng 12, 2020     | 0,02%                    | Official estimate Lưu trữ ngày 10 tháng 3 năm 2011 tại Wayback Machine                                                                |
| 156 | Đông Timor                                  | 1.331.295     | Tháng 12, 2020     | 0,02%                    | UN estimate for 2020 |
| 157 | Estonia                                     | 1.325.860     | Tháng 12, 2020     | 0,02%                    | Official estimate Lưu trữ ngày 23 tháng 11 năm 2012 tại Wayback Machine                                                               |
| 158 | Mauritius                                   | 1.272.601     | Tháng 12, 2020     | 0,02%                    | Official estimate Lưu trữ ngày 22 tháng 8 năm 2012 tại Wayback Machine                                                                |
| 159 | Sípn14                                      | 1.211.493     | Tháng 12, 2020     | 0,02%                    | Eurostat Statistics |
| 160 | Eswatini                                    | 1.166.295     | Tháng 12, 2020     | 0,01%                    | UN estimate for 2020 |
| 161 | Djibouti                                    | 995.132       | Tháng 12, 2020     | 0,01%                    | UN estimate for 2020 |
| 162 | Fiji                                        | 899.736       | Tháng 12, 2020     | 0,01%                    | UN estimate for 2020 |
| 163 | Réunion                                     | 898.517       | Tháng 12, 2020     | 0,01%                    | UN estimate for 2020 |
| 164 | Comorosn15                                  | 879.068       | Tháng 12, 2020     | 0,01%                    | UN estimate for 2020 |
| 165 | Guyana                                      | 788.452       | Tháng 12, 2020     | 0,01%                    | Official estimate Lưu trữ ngày 2 tháng 2 năm 2017 tại Wayback Machine                                                                 |
| 166 | Bhutan                                      | 775.652       | Tháng 12, 2020     | 0,01%                    | Official estimate Lưu trữ ngày 13 tháng 11 năm 2010 tại Wayback Machine                                                               |
| 167 | Quần đảo Solomon                            | 695.477       | Tháng 12, 2020     | 0,01%                    | Official estimate |
| 168 | Ma Cao                                      | 653.886       | Tháng 12, 2020     | 0,01%                    | Macau Statistics and Census Service                                                                                                   |
| 169 | Luxembourg                                  | 630.415       | Tháng 12, 2020     | 0,01%                    | Official estimate |
| 170 | Montenegro                                  | 628.056       | Tháng 12, 2020     | 0,01%                    | 2011 Preliminary Census Data |
| 171 | Tây Sahara                                  | 604.635       | Tháng 12, 2020     | 0,01%                    | UN estimate for 2020 |
| 172 | Suriname                                    | 589.228       | Tháng 12, 2020     | 0,01%                    | UN estimate for 2020 |
| 173 | Cabo Verde                                  | 558.958       | Tháng 12, 2020     | 0,01%                    | Official estimate |
| 174 | Maldives                                    | 542.088       | Tháng 12, 2020     | 0,01%                    | Official estimate Lưu trữ ngày 31 tháng 3 năm 2012 tại Wayback Machine                                                                |
| 175 | Malta                                       | 442.167       | Tháng 12, 2020     | 0,01%                    | Eurostat estimate |
| 176 | Brunei                                      | 439.440       | Tháng 12, 2020     | 0,01%                    | UN estimate for 2020 |
| 177 | Belize                                      | 401.285       | Tháng 12, 2020     | 0,01%                    | Statistical Institute of Belize |
| 178 | Guadeloupe                                  | 400.070       | Tháng 12, 2020     | 0,01%                    | UN estimate for 2020 |
| 179 | Bahamas                                     | 395.090       | Tháng 12, 2020     | 0,01%                    | Official estimate Lưu trữ ngày 18 tháng 9 năm 2012 tại Wayback Machine                                                                |
| 180 | Martinique                                  | 375.003       | Tháng 12, 2020     | 0,00%                    | UN estimate for 2020 |
| 181 | Iceland                                     | 342.310       | Tháng 12, 2020     | 0,00%                    | Statistics Iceland |
| 182 | Vanuatu                                     | 310.824       | Tháng 12, 2020     | 0,00%                    | UN estimate for 2020 |
| 183 | Guyane thuộc Pháp                           | 302.584       | Tháng 12, 2020     | 0,00%                    | UN estimate for 2020 |
| 184 | Barbados                                    | 287.540       | Tháng 12, 2020     | 0,00%                    | UN estimate for 2020 |
| 185 | Nouvelle-Calédonie                          | 286.852       | Tháng 12, 2020     | 0,00%                    | UN estimate for 2020 |
| 186 | Polynésie thuộc Pháp                        | 281.723       | Tháng 12, 2020     | 0,00%                    | UN estimate for 2020 |
| 187 | Mayotte                                     | 276.175       | Tháng 12, 2020     | 0,00%                    | UN estimate for 2020 |
| 188 | São Tomé và Príncipe                        | 221.272       | Tháng 12, 2020     | 0,00%                    | UN estimate for 2020 |
| 189 | Samoa                                       | 199.281       | Tháng 12, 2020     | 0,00%                    | Official estimate |
| 190 | Saint Lucia                                 | 184.017       | Tháng 12, 2020     | 0,00%                    | Preliminary census result Lưu trữ ngày 4 tháng 3 năm 2016 tại Wayback Machine                                                         |
| 191 | Quần đảo Eo Biển                            | 174.555       | Tháng 12, 2020     | 0,00%                    | UN estimate for 2020 |
| 192 | Guam                                        | 169.487       | Tháng 12, 2020     | 0,00%                    | UN estimate for 2020 |
| 193 | Curaçao                                     | 164.450       | Tháng 12, 2020     | 0,00%                    | Official estimate Lưu trữ ngày 18 tháng 9 năm 2010 tại Wayback Machine                                                                |
| 194 | Kiribati                                    | 120.422       | Tháng 12, 2020     | 0,00%                    | UN estimate for 2020 |
| 195 | Liên bang Micronesia                        | 115.641       | Tháng 12, 2020     | 0,00%                    | Preliminary census results Lưu trữ ngày 5 tháng 11 năm 2012 tại Wayback Machine                                                       |
| 196 | Grenada                                     | 112.768       | Tháng 12, 2020     | 0,00%                    | UN estimate for 2020 |
| 197 | Saint Vincent và Grenadines                 | 111.109       | Tháng 12, 2020     | 0,00%                    | UN estimate for 2020 |
| 198 | Jersey                                      | 107.800       | Tháng 12, 2020     | 0,00%                    | CIA World Factbook ước tính Lưu trữ ngày 27 tháng 9 năm 2011 tại Wayback Machine                                                      |
| 199 | Aruba                                       | 106.982       | Tháng 12, 2020     | 0,00%                    | UN estimate for 2020 |
| 200 | Tonga                                       | 106.231       | Tháng 12, 2020     | 0,00%                    | UN estimate for 2020 |
| 201 | Quần đảo Virgin thuộc Mỹ                    | 104.320       | Tháng 12, 2020     | 0,00%                    | UN estimate for 2020 |
| 202 | Seychelles                                  | 98.626        | Tháng 12, 2020     | 0,00%                    | Official estimate |
| 203 | Antigua và Barbuda                          | 98.330        | Tháng 12, 2020     | 0,00%                    | UN estimate for 2020 |
| 204 | Đảo Man                                     | 85.222        | Tháng 12, 2020     | 0,00%                    | UN estimate for 2020 |
| 205 | Andorra                                     | 77.310        | Tháng 12, 2020     | 0,00%                    | Official estimate Lưu trữ ngày 21 tháng 2 năm 2011 tại Wayback Machine                                                                |
| 206 | Dominica                                    | 72.082        | Tháng 12, 2020     | 0,00%                    | UN estimate for 2020 |
| 207 | Quần đảo Cayman                             | 66.111        | Tháng 12, 2020     | 0,00%                    | Official estimate |
| 208 | Guernsey                                    | 62.792        | Tháng 12, 2020     | 0,00%                    | Preliminary census result Lưu trữ ngày 27 tháng 3 năm 2012 tại Wayback Machine                                                        |
| 209 | Bermuda                                     | 62.182        | Tháng 12, 2020     | 0,00%                    | Official estimate Lưu trữ ngày 6 tháng 7 năm 2011 tại Wayback Machine                                                                 |
| 210 | Quần đảo Marshall                           | 59.407        | Tháng 12, 2020     | 0,00%                    | Official estimate |
| 211 | Quần đảo Bắc Mariana                        | 57.734        | Tháng 12, 2020     | 0,00%                    | UN estimate for 2020 |
| 212 | Greenland                                   | 56.820        | Tháng 12, 2020     | 0,00%                    | Official estimate |
| 213 | Samoa thuộc Mỹ                              | 55.150        | Tháng 12, 2020     | 0,00%                    | UN estimate for 2020 |
| 214 | Saint Kitts và Nevis                        | 53.370        | Tháng 12, 2020     | 0,00%                    | UN estimate for 2020 |
| 215 | Quần đảo Faroe                              | 48.959        | Tháng 12, 2020     | 0,00%                    | Official statistics of the Faroe Islands                                                                                              |
| 216 | Sint Maarten                                | 43.153        | Tháng 12, 2020     | 0,00%                    | Official estimate Lưu trữ ngày 18 tháng 9 năm 2010 tại Wayback Machine                                                                |
| 217 | Monaco                                      | 39.383        | Tháng 12, 2020     | 0,00%                    | UN estimate for 2020 |
| 218 | Quần đảo Turks và Caicos                    | 38.973        | Tháng 12, 2020     | 0,00%                    | Official estimate Lưu trữ ngày 31 tháng 3 năm 2012 tại Wayback Machine                                                                |
| 219 | Liechtenstein                               | 38.196        | Tháng 12, 2020     | 0,00%                    | Official estimate Lưu trữ ngày 27 tháng 9 năm 2011 tại Wayback Machine                                                                |
| 220 | Gibraltar                                   | 33.691        | Tháng 12, 2020     | 0,00%                    | |
| 221 | San Marino                                  | 33.974        | Tháng 12, 2020     | 0,00%                    | Monthly official estimate Lưu trữ ngày 20 tháng 3 năm 2012 tại Wayback Machine                                                        |
| 222 | Quần đảo Virgin thuộc Anh                   | 30.319        | Tháng 12, 2020     | 0,00%                    | CIA World Factbook ước tính Lưu trữ ngày 27 tháng 9 năm 2011 tại Wayback Machine                                                      |
| 223 | Palau                                       | 18.126        | Tháng 12, 2020     | 0,00%                    | CIA World Factbook ước tính Lưu trữ ngày 27 tháng 9 năm 2011 tại Wayback Machine                                                      |
| 224 | Quần đảo Cook                               | 17.568        | Tháng 12, 2020     | 0,00%                    | Official monthly estimate Lưu trữ ngày 23 tháng 3 năm 2012 tại Wayback Machine                                                        |
| 225 | Anguilla                                    | 15.064        | Tháng 12, 2020     | 0,00%                    | CIA World Factbook ước tính Lưu trữ ngày 27 tháng 9 năm 2011 tại Wayback Machine                                                      |
| 227 | Tuvalu                                      | 11.859        | Tháng 12, 2020     | 0,00%                    | CIA World Factbook ước tính Lưu trữ ngày 27 tháng 9 năm 2011 tại Wayback Machine                                                      |
| 227 | Wallis và Futuna                            | 11.170        | Tháng 12, 2020     | 0,00%                    | UN estimate for 2020 |
| 228 | Nauru                                       | 10.854        | Tháng 12, 2020     | 0,00%                    | CIA World Factbook ước tính Lưu trữ ngày 27 tháng 9 năm 2011 tại Wayback Machine                                                      |
| 229 | Saint Helena, Ascension và Tristan da Cunha | 6.083         | Tháng 12, 2020     | 0,00%                    | CIA World Factbook ước tính Lưu trữ ngày 27 tháng 9 năm 2011 tại Wayback Machine                                                      |
| 230 | Saint Pierre và Miquelon                    | 5.783         | Tháng 12, 2020     | 0,00%                    | UN estimate for 2020 |
| 231 | Montserrat                                  | 4.990         | Tháng 12, 2020     | 0,00%                    | CIA World Factbook ước tính Lưu trữ ngày 27 tháng 9 năm 2011 tại Wayback Machine                                                      |
| 232 | Quần đảo Falkland                           | 3.506         | Tháng 12, 2020     | 0,00%                    | UN estimate for 2020 |
| 233 | Niue                                        | 1.616         | Tháng 12, 2020     | 0,00%                    | UN estimate for 2020 |
| 234 | Tokelau                                     | 1.359         | Tháng 12, 2020     | 0,00%                    | UN estimate for 2020 |
| 235 | Thành Vatican                               | 800           | Tháng 12, 2020     | 0,00%                    | UN estimate for 2020 |
| 236 | Quần đảo Pitcairn                           | 50            | Tháng 12, 2020     | 0,00%                    | UN estimate for 2020 |

## Ước lượng toán học
Năm 1975, Sebastian von Hoerner đề xuất một công thức tính sự tăng trưởng dân số thể hiện sự tăng trưởng với dân số vô hạn vào năm 2025. Sự tăng trưởng hyperbol của dân số thế giới được quan sát cho đến những năm 1970, sau đó được tương quan với phiên bản phản hồi dương phi tuyến tính bậc hai giữa sự tăng trưởng dân số và sự phát triển công nghệ. Phản hồi này có thể được mô tả như sau: công nghệ tiên tiến → tăng sức chứa con người của môi trường → tăng trưởng dân số → càng có thêm nhiều người → càng có thêm nhiều nhà phát minh tiềm năng → tăng tốc độ phát triển công nghệ → sức chứa con người của môi trường tăng càng nhanh → dân số tăng nhanh hơn → số nhà nhà phát minh tiềm năng ngày càng tăng nhanh → phát triển công nghệ ngày càng nhanh → và cứ như vậy. Sự chuyển đổi từ tăng trưởng hyperbol sang phiên bản tăng trưởng chậm hơn có liên quan đến chuyển đổi nhân khẩu học.
Theo nhà nhân khẩu học người Nga Sergey Kapitsa, dân số thế giới tăng trưởng giữa năm 67,000 TCN và năm 1965 theo công thức sau:
{\displaystyle N={\frac {C}{\tau }}\operatorname {arccot} {\frac {T_{0}-T}{\tau }}}
trong đó
- N là dân số hiện tại
- T là năm hiện tại
- C = (1.86±0.01)·1011
- T0 = 2007±1
- {\displaystyle \tau } = 42±1

### Số năm để dân số thế giới gấp đôi

Biểu đồ lịch sử cho thấy khoảng thời gian để dân số gấp đôi, từ năm 1700 đến năm 2000

Theo sự nội suy và ngoại suy tuyến tính của sự ước lượng dân số của UNDESA, dân số thế giới đã, và sẽ gấp đôi, vào những năm được liệt kê ở bảng dưới (với hai điểm bắt đầu). Trong suốt thiên niên kỷ 2, lần gấp đôi sau chỉ tốn một nửa thời gian so với lần gần nhất trước đó, giống với mô hình tăng trưởng hyperbol đã được nhắc đến bên trên. Tuy nhiên, sau năm 2024, việc dân số thế giới gấp đôi khó có thể xảy ra một lần sau đó nữa trong thế kỷ 21.
| Dân số (tỷ người) | 0.5          | 0.5  | 1    | 1    | 2    | 2    | 4    | 4    | 8    | 8    |
| ----------------- | ------------ | ---- | ---- | ---- | ---- | ---- | ---- | ---- | ---- | ---- |
| Năm               | 1500         | 1500 | 1804 | 1804 | 1927 | 1927 | 1974 | 1974 | 2024 | 2024 |
| Năm trôi qua      | Năm trôi qua | 304  | 304  | 123  | 123  | 47   | 47   | 50   | 50   |      |

| Dân số (tỷ người) | 0.375        | 0.375 | 0.75 | 0.75 | 1.5  | 1.5  | 3    | 3    | 6    | 6    |
| ----------------- | ------------ | ----- | ---- | ---- | ---- | ---- | ---- | ---- | ---- | ---- |
| Năm               | 1171         | 1171  | 1715 | 1715 | 1881 | 1881 | 1960 | 1960 | 1999 | 1999 |
| Năm trôi qua      | Năm trôi qua | 544   | 544  | 166  | 166  | 79   | 79   | 39   | 39   |      |

## Tổng số người đang và từng tồn tại
Ước tính tổng số người từng tồn tại trên Trái Đất vào khoảng 100 tỷ người. Con số này chỉ có giá trị xấp xỉ; vì ngay cả dân số thế giới hiện tại con đang không chắc chắn từ 3% đến 5%. Kapitza (1996) ước tính khoảng 80 đến 150 tỷ người. Haub (1995) chuẩn bị một mô hình khác, được cập nhật vào năm 2002 và 2011; mô hình năm 2011 ước tính xấp xỉ 107 tỷ người. Haub mô tả mô hình này là một sự ước lượng yêu cầu "lựa chọn quy mô dân số cho mỗi thời điểm khác nhau từ thời cổ đại đến hiện tại và áp dụng sinh suất giả định cho từng thời kỳ".
Dữ liệu dân số đáng tin chỉ mới tồn tại trong hai đến ba thế kỷ vừa qua. Cho đến cuối thế kỷ 18, có rất ít chính phủ thực hiện những cuộc điều tra dân số chính xác. Trong những cố gắng điều tra dân số ban đầu, ví dụ như tại Ai Cập cổ đại và Đế quốc Ba Tư, mục tiêu chỉ là đếm một lượng nhỏ dân số để phục vụ cho việc đóng thuế và thực hiện nghĩa vụ quân sự. Do đó có sai số đáng kể khi ước tính dân số toàn cầu thời cổ đại. Tỷ lệ tử vong ở trẻ sơ sinh thời tiền hiện đại là một yếu tố quan trọng khác để có thể ước tính như vậy; những tỷ lệ này rất khó được xác định ở thời cổ đại do thiếu các ghi chép chính xác. Haub (1995) ước tính rằng khoảng 40% những người đã từng tồn tại không sống sót sau sinh nhật đầu tiên của họ. Haub cũng tuyên bố rằng "tuổi thọ trung bình khi sinh có lẽ chỉ khoảng mười tuổi trong phần lớn lịch sử loài người", và không nên bị nhầm lẫn với tuổi thọ trung bình khi đến tuổi trưởng thành. Tuổi thọ trung bình khi đến tuổi trưởng thành phụ thuộc vào giai đoạn, địa điểm và vị thế xã hội, các tính toán xác định vào khoảng 30 tuổi trở lên.